# Пролив Екатерины

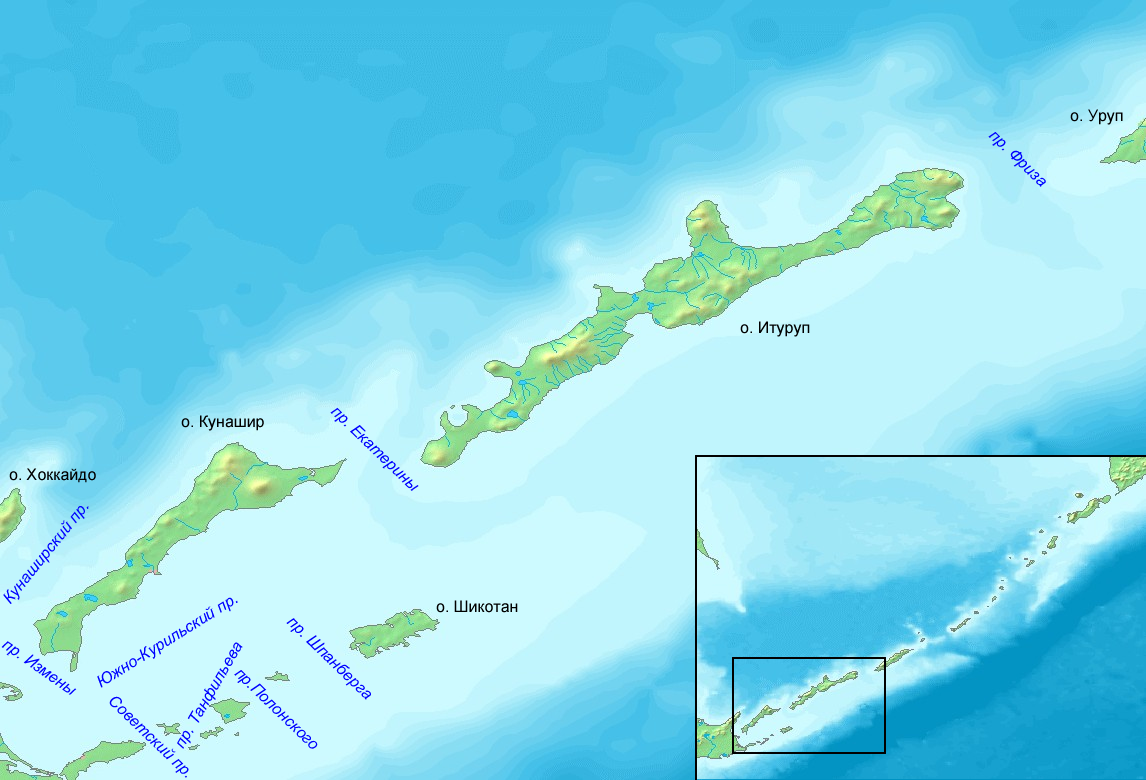
Карта расположения пролива Екатерины

Пролив Екатерины — пролив в Тихом океане, отделяет полуостров Ловцова на острове Кунашир на юге от полуострова Часовой острова Итуруп на севере. Соединяет Охотское море и Тихий океан. Один из наиболее крупных проливов Курильской гряды. По нему проходит граница между Южно-Курильским и Курильским районами Сахалинской области.

## Название
Пролив назван в 1811 году В. М. Головниным в честь корабля «Екатерина», на котором русское посольство с Адамом Лаксманом во главе путешествовало в Японию в 1792 году. Таким образом, опосредованно через название корабля пролив назван в честь царствовавшей во времена посольства Екатерины II. До головнинского имянаречения пролив упоминался как канал Пико.

## Физико-географический очерк
Длина около 15 км. Минимальная ширина 21 км. Максимальная глубина свыше 400 м. Берег обрывистый, скалистый.
На берегах пролива выделяются мысы Гневный, Рикорда (Итуруп), Спокойный, Рифовый, Ловцова (Кунашир). В пролив впадает много рек и ручьев, крупнейшие из которых Филюшина и Непрец. На северном и южном побережье много подводных и надводных камней. В северной части пролива расположен залив Дозорный, в южной части находится залив Спокойный. У берегов Кунашира находятся остров Пико и скала Моржовая.
Средняя величина прилива по берегам пролива 1,0 м. Пролив не замерзает в холодное время года, однако с февраля по март заполнен плавучими льдами.
Берега пролива не заселены. Согласно административно-территориальному делению России, которой принадлежит пролив, он находится в акватории Сахалинской области, согласно административно-территориальному делению Японии, оспаривающей принадлежность островов Кунашир и Итуруп — в акватории округа Нэмуро губернаторства Хоккайдо.

## См.также
- Курильские проливы